# Дуглас Адамс
Дуглас Ноел Адамс (англ. Douglas Noël Adams; 11 березня 1952, Кембридж — 11 травня 2001, Санта-Барбара, Каліфорнія, США) — англійський комедійний радіодраматург, письменник. Автор серії книг «Путівник Галактикою».

## Ранні роки
Адамс народився 11 березня 1952 року в сім'ї Джанет (до шлюбу Донован; 1927—2016) та Крістофера Дугласа Адамса (1927—1985) в місті Кембрідж, Англія. Сімейство переїхало в східну частину Лондона — Іст-Енд, коли минуло всього кілька місяців після народження первістка. Його молодша сестра Сьюзен з'явилася на три роки пізніше. Його батьки розірвали шлюб в 1957 році; після чого Дуглас, Сьюзен і їхня мати переїхали в будівлю британської організації — «Королівське товариство запобігання жорстокості над тваринами», якою керували бабуся та дідусь по маминій лінії.

## Роки навчання
Адамс ходив у початкову школу Primrose Hill, що в Брентвуді. В дев'ять років він здав вступний екзамен до Brentwood school, відомої приватної школи, яку, в свій час, закінчили Джек Стро, Девід Ірвінг, Ноель Едмондс та інші британські знаменитості. Він відвідував підготовчі курси з 1959 по 1964 роки, після чого головну школу до грудня 1970 року. Адамс у 12 років мав зріст 1 метр 83 сантиметри, зупинившись потім на позначці 1 метр 96 сантиметрів. Класний керівник, Френк Галфорд, казав що через висоту він виділявся у всьому класі, чого дуже соромився. Його талант до написання оповідань зробили його відомим по всій школі. Він був єдиним учнем за всю історію, якому його класний керівник Гафорд присудив десять балів з десяти за креативне писання.
Його перші роботи були опубліковані ще в школі, такі як звіт клубу фотографів у The Brentwoodian в 1962 чи пародійні огляди в шкільному журналі Broadsheet, редактором якого був Пол Ніл Мілн Джонстоун, який пізніше став персонажем книги «Путівник по Галактиці для космотуристів» як найгірший письменник у Всесвіті. Він також розробив обкладинку для одного з номерів Broadsheet. Також Дуглас мав оповідання опубліковане в британському підлітковому коміксі The Eagle. Вірш під назвою «Дисертація на завдання написання віршів на свічці та облік деяких труднощів, пов'язаних з цим» написано Адамсом в січні 1970 року, у віці 17 років, був знайдений в шкільній комірчині на початку 2014 року.

## Кар'єра
У березні 1978 року на радіо BBC стартувала його чотирисерійна постановка «Путівник Галактикою для космотуристів» («англ. The Hitchhiker's Guide to the Galaxy»), яка зробила його знаменитим. У 1979 році її було номіновано в категорії «Найкраща драматична постановка» («англ. Better Dramatic Presentation»), але програла Супермену («англ. Superman»). Проте вона здобула «Imperial Tobacco Award» (1978), «Sony Award» (1979), «Best Programme for Young People» (1980).
Через деякий час Дуглас Адамс випустив однойменну книгу, яка також мала успіх і в 1984 році очолила список британських бестселерів. Дуглас Адамс став наймолодшим письменником, який отримав Golden Pan (нагороду за мільйон проданих книг).
«Путівник по Галактиці для космотуристів» — один з найяскравіших романів, написаних в жанрі гумористичної фантастики. Головний герой серії — землянин Артур Дент. Для нього книга починається в четвер, але в Артура щочетверга все негаразд — спочатку його будинок зносять, щоб прокласти шосе, потім його планету знищують, щоб прокласти гіперпросторовий маршрут, а потім Артур опиняється серед брудної білизни в коморі одного з вогонських кораблів (вогони — це ті самі суб'єкти, які знищили Землю). Чималу роль у пригодах Артура грає Форд Префект, що власне і рятує Артура від загибелі під час знищення Землі. Форд подорожує Галактикою автостопом, і це багато чого пояснює… Крім того, чим все це закінчитися…
Згодом Адамс написав продовження — «Ресторан «Кінець світу»» («англ. The Restaurant at the End of the Universe») (1980) і «Життя, Всесвіт та все інше» («англ. Life, The Universe and Everything») (1982)
1982 року книги Адамса потрапили в New York Times Bestsellers' List і Publishers' Weekly Bestsellers' List — вперше з часів Яна Флемінга (творця Джеймса Бонда) англійському письменникові вдалося досягти такого успіху в Америці.
Того ж року перші його дві книги адаптували для шестисерійної телевізійної постановки, яка пізніше отримала нагороди в категоріях «Best TV Graphics», «Best VTR Editing» та «Best Sound».
1984 року з'явилася четверта книга серії — «Бувайте і дякуємо за рибу» («англ. So Long and Thanks for all the Fish»).
У 1984 Дуглас Адамс разом з Джоном Ллойдом написав нефантастичну книгу «The Meaning of Liff». Книга також мала успіх і в 1990 вийшло продовження — «The Deeper Meaning of Liff».
У 1985 році Дуглас Адамс почав співпрацю з компанією Infocom, яка в ті роки була «королем» жанру пригодницьких ігор, і випустив чудову інтерактивну гру «The Hitchhiker's Guide to Galaxy». Гра отримала премії від «Thames TV» і на думку багатьох є найкращою науково-фантастичною чи гумористичною (залежно від точки зору) грою Infocom'у. Пізніше Адамс написав ще одну гумористичну гру — «Bureaucracy».
У 1987 році Адамс спробував свої сили в дещо іншому жанрі і випустив книгу «Всеосяжне детективне агентство Дірка Джентлі» («Dirk Gently's Holistic Detective Agency»). Це дивна суміш містики, детективу, гумору і всього іншого. Цю книгу спочатку недооцінили. Проте через рік вийшло продовження — «Довге темне чаювання для душі» («англ. Long Dark Tea-time of the Soul»). 2016 року за творами Адамса режисер Макс Лендіс створив серіал Холістичне детективне агентство Дірка Джентлі на замовлення компаній BBC America і Netflix. Перший трейлер серіалу був представлений на Міжнародному комік-коні в Сан-Дієго у 2016 році. 21 листопада 2016 року телеканал BBC America продовжив серіал на другий сезон з десяти епізодів, прем'єра якого відбулася 14 жовтня 2017 року. 18 грудня 2017 року BBC America оголосив про закриття серіалу після двох сезонів.
У 1990 Адамс разом із зоологом Марком Карвардайном випустив книгу про рідкісні й зникаючі види тварин «Останній шанс побачити».
У 1991 році аудіокнига «HHGG», потрапила в номінацію «Best Spoken Word Recording» престижної премії «Греммі» (Grammy).
Через рік Адамс написав заключну, п'яту книгу «Путівника» — «Майже безпечна» («англ. Mostly Harmless»).
У 1993 відеофільм «Making Of HHGG» був номінований на «Best Documentary» у Video Home Entertainment Awards.
У 1996 «The Hitchhiker's Guide to the Galaxy» посів 24 місце в списку «Сто найбільших книг сторіччя» від «Waterstone's Books/Channel Four».
У 1998 році Адамс заснував компанію «The Digital Villiage», яка того ж року випустила унікальну пригодницьку гру «Starship Titanic».
В останні роки життя Дуглас Адамс писав новий роман і допомагав студії «Дісней» (Disney Studios) зняти повнометражний фільм «Автостопом Галактикою». (Він сказав з цього приводу: «Так я знаю, що „Дісней“ зняв „Бембі“, але не забувайте, що він також зняв і „Термінатора“. Я сподіваюся, що „Путівник…“ буде чимось середнім між цими двома фільмами…»

## Особисте життя
Адамс переїхав на Аппер стріт, Іслінгтон, в 1981 році, потім в Дункан Терасу в Іслінгтоні наприкінці 1980-х років.
На початку 1980-х років у Адамса був роман з письменницею Саллі Емерсон, що жила на той час роздільно з чоловіком. Адамс пізніше присвятив Емерсон свою книгу «Життя, Всесвіт і все інше». У 1981 році Емерсон повернулася до чоловіка, Пітера Стотхарда, співучня Адамса по школі Брентвуд, а потім редактора The Times. Незабаром друзі познайомили Адамса з Джейн Бельсон, з якою у нього пізніше почалися романтичні стосунки. Бельсон («леді адвокат»), згадується в біографії-вкладиші, надрукованій в його книгах, в середині 1980-х років («Він (Адамс) живе в Іслінгтон з дамою адвокатом і Apple Macintosh»). Вони жили в Лос-Анджелесі разом в 1983 році під час роботи Адамса над ранньою адаптацією сценарію «Автостопу…» для кіно. Коли угода зірвалася, вони переїхали до Лондона, а через кілька розривів («В даний час він не впевнений, де він живе, і з ким») і спроб жити роздільно, вони одружилися 25 листопада 1991 року. У Адамс і Бельсон була одна дочка, Поллі Джейн Рокет Адамс, народжена 22 червня 1994, незабаром після того, як Адамсу виповнилося 42 роки. У 1999 році родина переїхала з Лондона до Санта-Барбари, штат Каліфорнія, де вони жили до його смерті. Після похорону, Джейн Бельсон і Поллі Адамс повернулися в Лондон. Джейн померла 7 вересня 2011 року.

## Смерть та спадщина
Дуглас Адамс помер у віці 49 років у себе вдома, в Санта-Барбарі, від серцевого нападу 11 травня 2001 року, відпочиваючи після регулярного тренування в приватному тренажерному залі. Він, як потім вияснилось, мав атеросклероз, що призвело до інфаркта міокарда та смертельної аритмії серця.13 травня Адамс мав прибути на церемонію вручення дипломів студентам в Harvey Mudd College.
Його похорони відбулися 16 травня в Санта Барбарі. Після кремації прах Адамса поховали на Гейгейтському цвинтарі, що знаходиться в північному Лондоні, в червні 2002 року. Поминальна служба відбулася 17 вересня 2001 року в церкві Святого Мартіна-на-полях, яка знаходиться в Лондоні. Це була перша церковна панахида, яка транслювалася в прямому ефірі на вебсторінці BBC. Відео трансляцію поминальної служби Адамса все ще можна відкрито завантажити на офіційному сайті BBC. Його остання поява на публіці була в Каліфорнійському університеті, де він виступив з промовою «Папуги, Всесвіт та Все». Повна стенограма розмови з студентами Адамса є доступною — університет зробив відео, яке виклав на Ютуб.
За два дні до смерті Адамса, Центр малих планет дав назву одному з астероїдів 18610 Артурдент (на честь головного героя серії книг Путівник Галактикою). У 2005, астероїд 25924 Дугласадамс був найменований в пам'ять про письменника.
В березні 2002 була опублікована книга «Лосось сумнівів» (англ. «The Salmon of Doubt»), в якій міститься багато коротких розповідей і есеїв Адамса та послань відомих людей, такі як похвали від Річарда Докінза, Стівена Фрая (в британській публікації), Террі Джонса (в американській версії книги). Книга також містить одинадцять розділів незакінченого роману «Лосось сумнівів» (англ. «The Salmon of Doubt»), який мав стати третьою книгою з серії про Дірка Джентлі.

## Твори

### Путівник Галактикою
- 1979 — Путівник Галактикою для космотуристів (англ. The Hitchhiker's Guide to the Galaxy)
- 1980 — Ресторан «На Краю Всесвіту» (англ. The Restaurant at the End of the Universe)
- 1982 — Життя, Всесвіт і все інше (англ. Life, The Universe and Everything)
- 1984 — Бувайте і дякуємо за рибу (англ. So Long and Thanks for all the Fish)
- 1992 — Майже безпечна (англ. Mostly Harmless)

### Дірк Джентлі
- 1987 — Детективне агентство Дірка Джентлі[en] (англ. Dirk Gently's Holistic Detective Agency)
- 1988 — Довге чаювання[en] (англ. Long Dark Tea-time of the Soul)
- 2002 — Лосось сумніву[en] (англ. The Salmon of Doubt, останній незавершений роман)

### Інші твори
- 1984 — The Meaning of Liff[en] (разом з Джоном Ллойдом[en])
- 1986 — The Private Life of Genghis Khan[en] (разом з Гремом Чепменом)
- 1990 — The Deeper Meaning Of Liff[en] (разом з Джоном Ллойдом[en])
- 1990 — Last Chance to See[en] (разом з Марком Карвардайном[en])

## Пам'ять
- День рушника відзначається шанувальниками Дугласа Адамса щорічно 25 травня.
- 25924 Дуґласадамс — астероїд, названий на честь письменника[23].

## Переклади українською
- Адамс Дуглас. Путівник по Галактиці для космотуристів. Переклад з англійської: Олексій Антомонов. Київ: Журнал «Всесвіт», 1990. № 8 стор. 51-126

- (передрук) Адамс Дуґлас. Путівник по Галактиці для космотуристів. Переклад з англійської: Олексій Антомонов. Тернопіль: НК–Богдан, 2016. 232 с. ISBN 978-966-10-4653-4 (серія «Горизонти фантастики»)
- (передрук) Адамс Дуґлас. Путівник по Галактиці для космотуристів. Переклад з англійської: Олексій Антомонов. Тернопіль: НК–Богдан, 2016. 232 с. ISBN 978-966-10-4358-8 (серія «Диван»)
- (передрук) Адамс Дуґлас. Путівник по Галактиці для космотуристів. Переклад з англійської: Олексій Антомонов. Тернопіль: НК–Богдан, 2016. 320 с. ISBN 978-966-10-4396-0 (серія «Маєстат слова»)

- Адамс Дуглас. «Ресторан на краю Всесвіту». Переклад з англійської: Павло Насада. Київ: журнал «Всесвіт». 1996. № 3, стор. 3-103
- Адамс Дуґлас. Ресторан «Кінець світу». Переклад з англійської: Олексій Антомонов. Тернопіль: НК-Богдан. 2016. 240 стор. ISBN 978-966-10-4648-0 (серія «Горизонти фантастики»)
  - (альтернативна серія) Адамс Дуґлас. Ресторан «Кінець світу». Переклад з англійської: Олексій Антомонов. Тернопіль: НК-Богдан. 2016. 240 стор. ISBN 978-966-10-4677-0 (серія «Диван»)
  - (альтернативна серія) Адамс Дуґлас. Ресторан «Кінець світу». Переклад з англійської: Олексій Антомонов. Тернопіль: НК-Богдан. 2016. 336 стор. ISBN 978-966-10-4730-2 (серія «Маєстат слова»)
- Адамс Дуглас. «Життя, Всесвіт і все інше». Переклад з англійської: Іван Яндола. Київ: журнал «Всесвіт». 2000. № 07-08 стор.: 46-93, № 09-10 стор.: 59-107
- Адамс Дуґлас. «Життя, Всесвіт та все інше». Переклав з англійської Олексій Антомонов. Тернопіль: «НК ― Богдан». 2017. 224 стор. ISBN 978-966-10-4723-4 (серія «Горизонти фантастики»)
  - (альтернативна серія) Адамс Дуґлас. «Життя, Всесвіт та все інше». Переклав з англійської Олексій Антомонов. Тернопіль: «НК ― Богдан». 2017. 224 стор. ISBN 978-966-10-4804-0 (серія «Диван»)
  - (альтернативна серія) Адамс Дуґлас. «Життя, Всесвіт та все інше». Переклав з англійської Олексій Антомонов. Тернопіль: «НК ― Богдан». 2017. 224 стор. ISBN 978-966-10-4804-0 (серія «Маєстат слова»)
- Адамс Дуґлас. «Бувайте і дякуємо за рибу». Переклав з англійської Олексій Антомонов. Тернопіль: «НК ― Богдан». 2018. 256 стор. ISBN 978-966-10-5498-0 (серія «Маєстат слова»)
- Адамс Дуґлас. «Загалом Безпечна». Переклав з англійської Олексій Антомонов. Тернопіль: «НК ― Богдан». 2018. 352 стор. ISBN 978-966-10-5506-2 (серія «Маєстат слова»)